# Ceratagallia viator
Ceratagallia viator är en insektsart som beskrevs av Hamilton 1998. Ceratagallia viator ingår i släktet Ceratagallia och familjen dvärgstritar. Inga underarter finns listade i Catalogue of Life.